# Ligne 2 du tramway de Lyon
Pour les articles homonymes, voir Ligne 2.
La ligne 2 du tramway de Lyon, plus simplement nommée T2, est une ligne de tramway de la métropole de Lyon, en France. Exploitée par RATP Dev Lyon, elle relie depuis le 24 mars 2021 Hôtel de région - Montrochet à Saint-Priest - Bel-Air, en desservant les 2e, 3e, 7e et 8e arrondissements de Lyon ainsi que les communes de Bron et Saint-Priest. La ligne comporte 32 stations sur 16,1 kilomètres et transporte quotidiennement 87 000 passagers en moyenne.
Le premier tronçon entre Perrache et Porte des Alpes a été mis en service le 2 janvier 2001. Puis la ligne a connu un prolongement en 2003 de Porte des Alpes à Saint-Priest - Bel-Air et enfin un prolongement de Perrache à Hôtel de région - Montrochet le 24 mars 2021, afin de mieux desservir le quartier de la Confluence et de désaturer la ligne T1 entre Montrochet et Perrache.

## Histoire

### Ouverture de la ligne
La ligne T2 est mise en service le 2 janvier 2001, au même moment que la ligne T1, entre le centre d'échanges de Perrache dans le 2e arrondissement de Lyon et la zone commerciale de la Porte des Alpes à Saint-Priest. L'ouverture de ces deux lignes marque le retour du tramway à Lyon.

### Prolongement à Saint-Priest - Bel-Air
Le 27 octobre 2003, la ligne T2 est prolongée de 9 stations depuis Porte des Alpes jusqu'à Saint-Priest - Bel-Air, en desservant le centre de Saint-Priest.

### Création d'une branche devenue ligne à part entière
Début 2009, le SYTRAL annonce  l'extension de la ligne de par la création d'une nouvelle branche, de la station Les Alizés à destination d'Eurexpo, mais le projet, baptisé à l'origine « T2 + », aboutit en mai 2012 à la création d'une ligne distincte, la ligne T5. Les lignes T2 et T5 partagent aujourd'hui un tronc commun entre les stations Grange Blanche et Les Alizés.

### Prolongement à Hôtel de région - Montrochet
Le 19 février 2016, dans le cadre du réaménagement du centre d'échanges de Perrache, le SYTRAL a d'abord voté l'extension de la ligne d'une station supplémentaire de Perrache à Suchet, station située du côté sud de la gare de Lyon-Perrache et aujourd'hui déjà desservie par la ligne T1. Ce prolongement a également pour objectif de fluidifier le trafic des lignes T1 et T2 à la station Perrache et de mieux relier les quartiers situés au sud de la gare. Ce projet de prolongement prévoyait de réaménager la station Suchet pour passer à 3 ou 4 voies au lieu de 2 aujourd'hui. La mise en service de ce prolongement était prévue pour la fin de l'année 2019.
Mais avec ce projet, la desserte du cœur de la Confluence reste insuffisante, alors que plusieurs équipements génèrent de nombreux déplacements (hôtel de région, centre commercial Confluence). Le SYTRAL envisage donc plusieurs solutions (prolongement de la nouvelle ligne T6 depuis Debourg ou augmentation des fréquences de T1). Finalement, le SYTRAL vote le 22 juin 2018 en faveur d'un prolongement plus long de la ligne T2 jusqu'à la station Hôtel de région - Montrochet. La mise en service, repoussée d'un an, est alors prévue pour décembre 2020. Elle est de nouveau repoussée en juillet 2020 et est prévue pour janvier 2021, et après un autre report, le prolongement est mis en service le 24 mars 2021.

## Tracé et stations
|  |   |  | Station                             | Communes desservies | Correspondances                                                                           |  |
|  | - |  | ----------------------------------- | ------------------- | ----------------------------------------------------------------------------------------- |  |
|  | ■ |  | Hôtel de région - Montrochet        | Lyon 2e             | · le mercredi, le weekend et les jours fériés uniquement ·                                |  |
|  | • |  | Sainte-Blandine                     | Lyon 2e             | Ligne oui · Ligne T1                                                                      |  |
|  | • |  | Place des Archives                  | Lyon 2e             | Ligne oui · Ligne T1 · Ligne oui · Ligne 63 · Ligne S1                                    |  |
|  | • |  | Perrache                            | Lyon 2e             | Cars Région X75 TGV, TER Auvergne-Rhône-Alpes                                             |  |
|  | • |  | Centre Berthelot - Sciences Po Lyon | Lyon 7e             | à l'arrêt Pont Gallieni - Rive Gauche                                                     |  |
|  | • |  | Jean Macé                           | Lyon 7e             | TER Auvergne-Rhône-Alpes                                                                  |  |
|  | • |  | Garibaldi - Berthelot               | Lyon 7e             | Ligne oui · Ligne C12 · Ligne oui · Ligne 35                                              |  |
|  | • |  | Route de Vienne                     | Lyon 7e             | Ligne oui · Ligne C12 · Ligne oui · Ligne 35                                              |  |
|  | • |  | Jet d'Eau - Mendès France           | Lyon 7e             | Ligne oui · Ligne T4                                                                      |  |
|  | • |  | Villon                              | Lyon 8e             | (à l'arrêt Cazeneuve - Berthelot)                                                         |  |
|  | • |  | Bachut - Mairie du 8e               | Lyon 8e             | Ligne oui · Ligne C15 · Ligne C25                                                         |  |
|  | • |  | Jean XXIII - Maryse Bastié          | Lyon 8e             |                                                                                           |  |
|  | • |  | Grange Blanche                      | Lyon 8e             | Cars Région X05 X06 X07                                                                   |  |
|  | • |  | Ambroise Paré                       | Lyon 8e             | Ligne oui · Ligne T5 · Ligne oui · Ligne C8 · Ligne C26                                   |  |
|  | • |  | Desgenettes                         | Lyon 8e             | Ligne oui · Ligne T5 · Ligne T6                                                           |  |
|  | • |  | Essarts - Iris                      | Bron                | Ligne oui · Ligne T5                                                                      |  |
|  | • |  | Boutasse - Camille Rousset          | Bron                | Ligne oui · Ligne T5 · Ligne oui · Ligne C17                                              |  |
|  | • |  | Hôtel de Ville - Bron               | Bron                | Ligne oui · Ligne T5 · Ligne oui · Ligne 24 · Ligne 79                                    |  |
|  | • |  | Les Alizés                          | Bron                | (à l'arrêt Fort de Bron)                                                                  |  |
|  | • |  | Rebufer                             | Bron                | Ligne oui · Ligne C15                                                                     |  |
|  | • |  | Parilly - Université — Hippodrome   | Bron                | Ligne oui · Ligne C15E · Ligne oui · Ligne 52 · Ligne 93                                  |  |
|  | • |  | Europe - Université                 | Bron                |                                                                                           |  |
|  | • |  | Porte des Alpes                     | Saint-Priest        | Ligne oui · Ligne C17 · Ligne oui · Ligne 52 · Ligne 93 · Parc relais                     |  |
|  | • |  | Parc Technologique                  | Saint-Priest        | Ligne oui · Ligne 93                                                                      |  |
|  | • |  | Hauts de Feuilly                    | Saint-Priest        |                                                                                           |  |
|  | • |  | Salvador Allende                    | Saint-Priest        |                                                                                           |  |
|  | • |  | Alfred de Vigny                     | Saint-Priest        | Ligne oui · Ligne 62                                                                      |  |
|  | • |  | Saint-Priest - Hôtel de Ville       | Saint-Priest        | Ligne oui · Ligne C25 · Ligne oui · Ligne 50                                              |  |
|  | • |  | Esplanade des Arts                  | Saint-Priest        | Ligne oui · Ligne C25 · Ligne oui · Ligne 50 · Ligne 62 · Ligne Zi8                       |  |
|  | • |  | Jules Ferry                         | Saint-Priest        | Ligne oui · Ligne C25 · Ligne oui · Ligne 30 · Ligne 50 · Ligne 62 · Ligne 76 · Ligne Zi8 |  |
|  | • |  | Cordière                            | Saint-Priest        |                                                                                           |  |
|  | ■ |  | Saint-Priest - Bel Air              | Saint-Priest        | Ligne oui · Ligne C25 · Ligne oui · Ligne Zi8 · Parc relais                               |  |

Les lignes T2 et T5 pourront emprunter les voies du T6 entre Desgenettes et Mermoz-Pinel lors d'incidents sur le secteur de Grange Blanche, leur permettant ainsi de continuer à offrir une connexion avec la ligne D du métro et la ligne de bus 1E[réf. nécessaire].

## Exploitation de la ligne

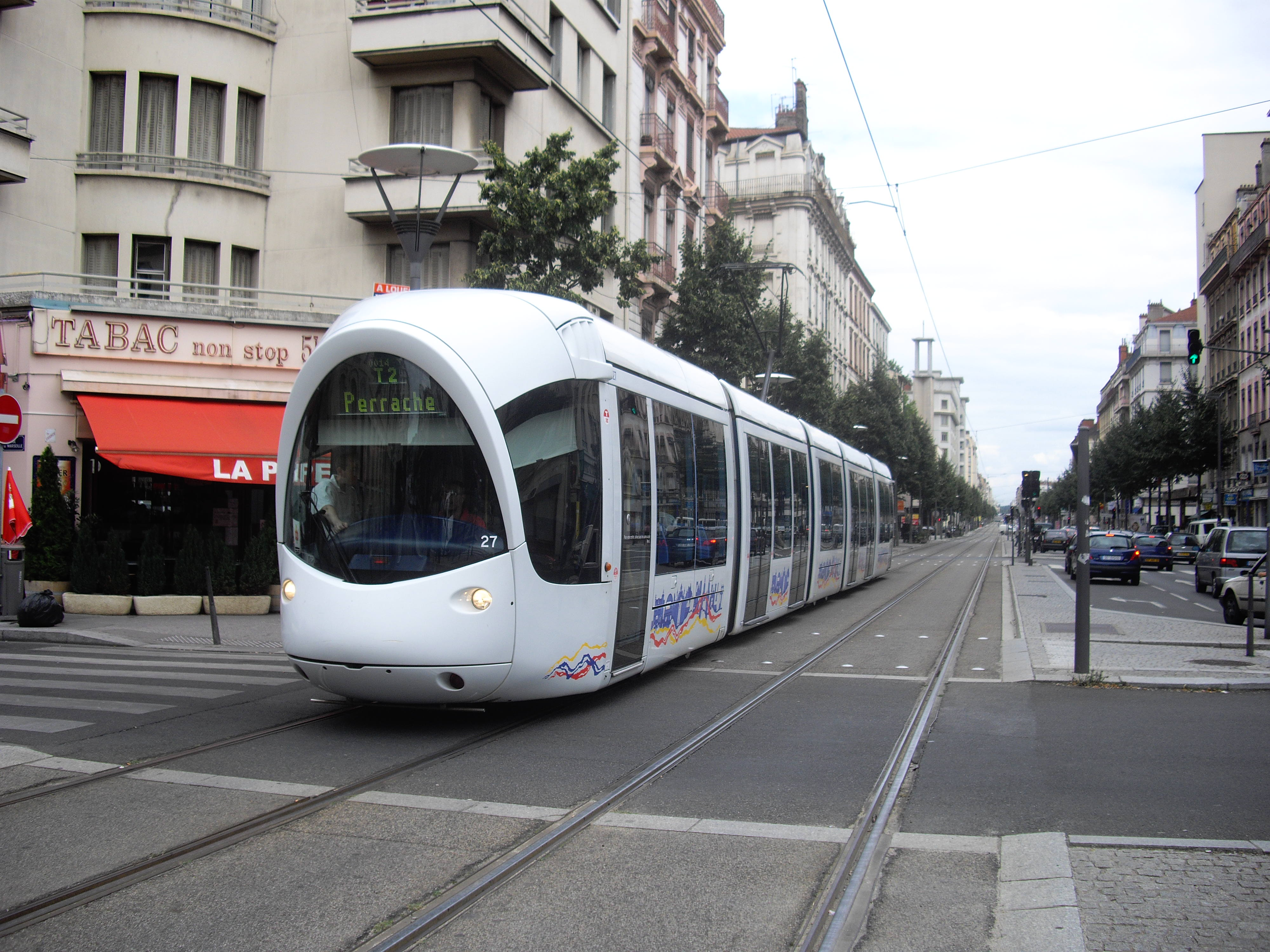
Une rame Citadis 302 à hauteur de Centre Berthelot - Sciences Po Lyon

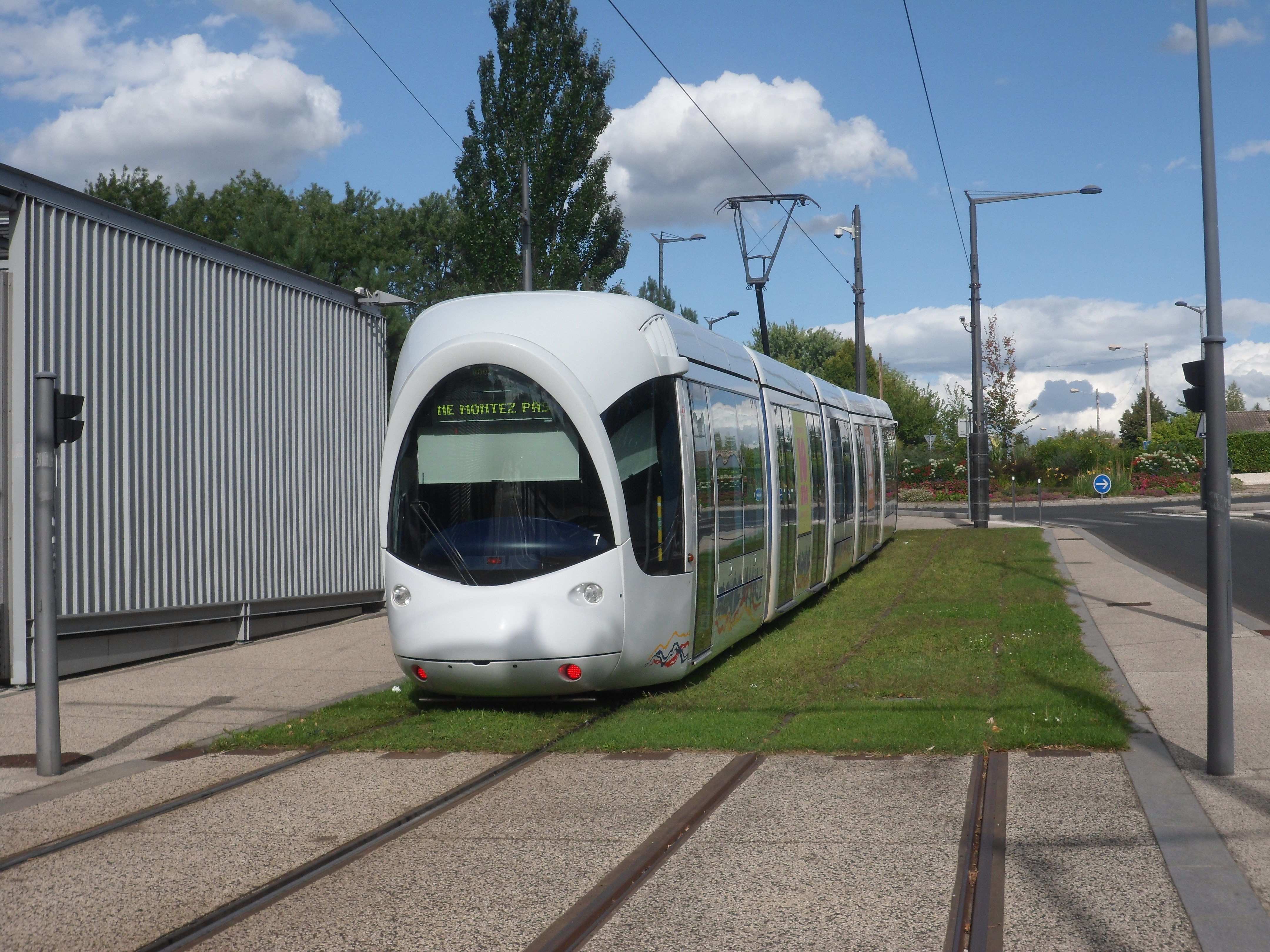
Une rame Citadis 302 de la ligne T2 à son terminus, Saint-Priest - Bel-Air

La ligne est en service de 4h55 à 0h35.
- En semaine, les fréquences sont de 15 minutes tôt le matin et tard le soir. En matinée, un tramway passe toutes les 3 minutes entre Porte des Alpes et Grange Blanche afin de mieux desservir l'université Lyon 2 et toutes les 7 minutes entre Saint-Priest et Perrache. En soirée et en heures creuses, on observe une fréquence de 7 minutes.
- Le week-end, la fréquence est de 7 minutes environ.

### Matériel roulant
La ligne est exploitée avec des rames Citadis 302 du constructeur français Alstom. La première a été livrée en juin 2000. Elle faisait partie d'une commande de 39 rames (n°801 à 839) à 5 caisses sur 3 bogies. Cette commande était commune aux lignes T1 et T2 dans le cadre du retour du tramway à Lyon. La deuxième tranche composée de 8 rames (n°840 à 847) a été livrée en 2003 dans le cadre du prolongement de la ligne à Saint-Priest.
- Longueur : 32,416 m
- Largeur : 2,4 m
- Hauteur du plancher au-dessus du rail : 350 mm
- Masse à vide : 38,4 t
- Masse en charge normale : 52,48 t
- Nombre de bogies moteurs : 2
- Alimentation électrique : 750 V continu
- Capacité de transport : 272 personnes (56 places assises)[8]
- Vitesse maximale : 70 km/h
- Kilométrage annuel moyen d'un véhicule : 60 000 km
- Plancher bas intégral pour permettre l'accès aux personnes à mobilité réduite.
- Système de climatisation.

### Atelier
Les rames sont remisées au Centre de maintenance de Saint-Priest - Porte des Alpes.

## Projets

### Allongement des quais et rames longues
À partir de 2025, la ligne T2 sera exploitée avec des rames longues Citadis 402 (43 mètres), au lieu des actuelles rames courtes Citadis 302 (32 mètres).
Les 29 stations situées entre Perrache et Saint-Priest - Bel-Air ont des quais longs de 32 mètres et doivent être allongés pour accueillir des rames de 43 mètres. Ces travaux d'allongement des quais commencent le 5 février 2024 et se déroulent sur 3 stations à la fois, sans nécessiter d'interruption du trafic de la ligne, toutefois il peut être parfois nécessaire que les tramways longent un quai en travaux sans s'arrêter pendant quelques jours.
Seuls les travaux pour la station Perrache, située dans le bâtiment du centre d'échanges, nécessitent que la station ne voit passer aucune rame de tramway des lignes T1 et T2 du 22 au 24 mars 2024 puis du 15 au 27 avril 2024.

### Extension à l'ouest vers Alaï
À horizon 2031, le projet de Tramway express de l'ouest lyonnais prolongerait la ligne T2 depuis son terminus actuel Hôtel de région - Montrochet jusqu'à Alaï dans l'ouest lyonnais, avec un nouveau pont au-dessus de la Saône et une partie en tunnel. Ce prolongement viserait à desservir le plateau du 5e arrondissement de Lyon (Ménival et Point du Jour) ainsi que les communes de Francheville, Sainte-Foy-lès-Lyon et Tassin-la-Demi-Lune. Ce prolongement ajouterait 5 nouvelles stations à la ligne T2, dont 2 stations souterraines (Charcot - Provinces et Point du Jour).
La possibilité d'un prolongement ultérieur du Tramway express de l'ouest lyonnais depuis Alaï vers Francheville et Craponne est évoquée.
|  |   |  | Station                      | Communes desservies                          | Correspondances            |  |
|  | - |  | ---------------------------- | -------------------------------------------- | -------------------------- |  |
|  | ■ |  | Hôtel de région - Montrochet | Lyon 2e                                      | ,                          |  |
|  | • |  | Charcot - Provinces          | Lyon 5e et Sainte-Foy-lès-Lyon               |                            |  |
|  | • |  | Point du Jour                | Lyon 5e                                      |                            |  |
|  | • |  | Ménival                      | Lyon 5e et Tassin-la-Demi-Lune               |                            |  |
|  | • |  | Libération                   | Tassin-la-Demi-Lune                          |                            |  |
|  | ■ |  | Alaï                         | Lyon 5e, Tassin-la-Demi-Lune et Francheville | , TER Auvergne-Rhône-Alpes |  |